# Bunești (Cotmeana), Argeș
Bunești este un sat în comuna Cotmeana din județul Argeș, Muntenia, România.